# OVÖ

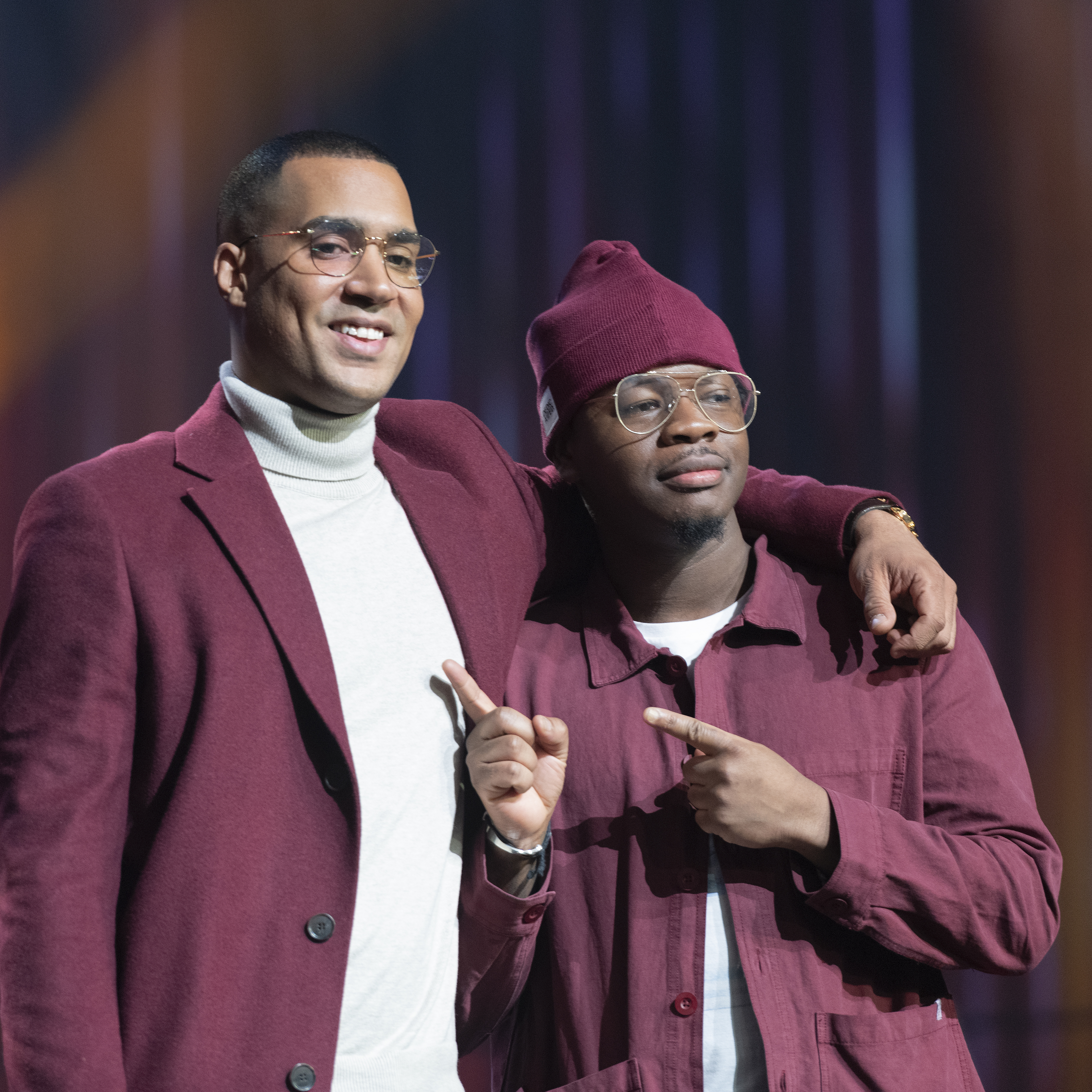
OVÖ under Melodifestivalen 2020

OVÖ  (Om Vi Överlever) är en svensk hiphop-grupp som bildades 2017 med rapparna Nicky ”Ivory” Osenius Kouakou och Jaouli ”Finess” Akofely.
Gruppen medverkade med bidraget Inga Problem i Melodifestivalen 2020, deltävling 1 i Saab Arena i Linköping, men gick inte vidare. Detta var första gången OVÖ medverkade i melodifestivalen.

## Diskografi

### Singlar
- "Som ingenting" (2017)
- "Hon är aldrig nöjd" (2017)
- "Tid" (2017)
- "Jul" (2017)
- "Zara Larsson" (2018)
- Följer med mej" (2018)
- "Touchdown" (2018)
- "Kvicksand" (2019)
- "Älskar din vibe" (2019)
- "Inga problem" (2020)